# Wild Eyed Boy from Freecloud
Wild Eyed Boy from Freecloud est une chanson écrite, composée et interprétée par David Bowie. Elle est sortie en juillet 1969 sur la face B du single Space Oddity, puis sur le deuxième album de Bowie, David Bowie (rebaptisé ultérieurement Space Oddity), en novembre de la même année.

## Histoire
Le single Space Oddity présente une version dépouillée de Wild Eyed Boy from Freecloud, où Bowie (chant et guitare) n'est accompagné que par la basse acoustique de Paul Buckmaster. Cette version a été enregistrée le 20 juin 1969 aux studios Trident de Londres. Elle est restée inédite au format CD jusqu'à son inclusion sur la compilation Sound + Vision, en 1989.
Pour son inclusion sur l'album David Bowie, la chanson est retravaillée par le producteur Tony Visconti, qui ajoute notamment un accompagnement orchestral. 

## Musiciens
Selon Chris O'Leary :

### Single
- David Bowie : chant, guitare acoustique à douze cordes, claquements de mains
- Paul Buckmaster : contrebasse
- Gus Dudgeon : production

### Album
- David Bowie : chant, guitare acoustique à douze cordes, arrangements
- Tony Visconti : basse, arrangements, production
- John Cambridge : batterie, percussions
- musiciens inconnus : orchestre